# ドイツ帝国陸軍
ドイツ帝国陸軍（ドイツていこくりくぐん、ドイツ語: Deutsches Heer）は、1871年のドイツ統一から1918年の第一次世界大戦の敗北にかけて存在したプロイセン王国陸軍、バイエルン王国陸軍、ザクセン王国陸軍、ヴュルテンベルク王国陸軍など、帝国を成す各王国の陸軍によって構成されていた軍である。

## 概要

帝国陸軍の紋章である鉄十字

ドイツ帝国は1871年に近代国民国家的な要素を持つ国家として統一された。とはいえ、帝国は制定された憲法（ドイツ帝国憲法）に記載されている通り、プロイセンを中心とした連邦国家であり、バイエルンやザクセンなどの旧来の地方権力がそのまま残り続けた。このことは陸軍においても同様であったが、憲法上は戦時統帥権についてはプロイセン国王及びドイツ皇帝に委ねられた。しかしながら、それ以外の軍政に関する権限の多くは 1871年以後も領邦に残されており、帝国陸軍省のような軍政を統一的に扱う機関も特に存在しなかった。
また、バイエルン王国、ザクセン王国、ヴュルテンベルク王国の3王国は独自に複数の軍団を保持しており、バイエルン陸軍省を始め独自の陸軍省や参謀本部も存在していた。これらの軍団は戦時においてはドイツ帝国陸軍として見られるが基本的には「王国の軍隊」であり、「帝国の軍隊」としては存在しなかった。3王国の国王は軍団を指揮する将軍の地位を認められていた。さらに、これらの旧領邦の軍隊の中核を担う将校団は早い段階から、プロイセンなどのそれと比べて財産市民などの上層中産階級が大半であった。バイエルンでは、1799年の時点で将校団のおよそ50 %が市民出身者から構成されており、1890年代まで増加し続けた。また、プロイセンでは1890年にようやく、ギムナジウム出身者が陸軍士官学校の入学資格者に加えられたのに対して、バイエルン等では1860年代からアビトゥーア出身者にも陸軍将校への道が開かれていた。このように、将校団の構成はプロイセンでは貴族出身者が多く、南ドイツ諸邦では自由主義的な社会的構成であった。それに起因する近代的技術に対する精神面で差異が存在した。だが、この陸軍の精神文化的な差異は、1890年代以降プロイセンとその他領邦の双方において平準化される。
プロイセンでは、ギムナジウム出身者以外にも専門的、技術的な職業訓練を受けたギムナジウム出身者が増加した。一方で、バイエルンでは逆に貴族出身者が増えた、いわゆる「プロイセン化」が進行した。また、バイエルンを除く諸邦の陸軍軍団も、事実上ドイツ帝国の陸軍の一軍隊としてプロイセン陸軍へと改組されたいった。

## 機構
上述の通り、ドイツ帝国陸軍の指揮官はドイツ皇帝である。皇帝は軍の大元帥であり、統帥権も保有する。皇帝は軍事内局の助言を受け、プロイセン陸軍省とプロイセン参謀本部を通じて支配権を行使した。参謀本部総長は皇帝の主要な軍事顧問となり、帝国で最も強力な軍事司令官となった。一方バイエルンは独自の陸軍省と参謀本部を保有していたが、プロイセン参謀本部と計画と調整していた。また、ザクセンやヴュルテンベルクも独自の陸軍省と参謀本部を保有していた。

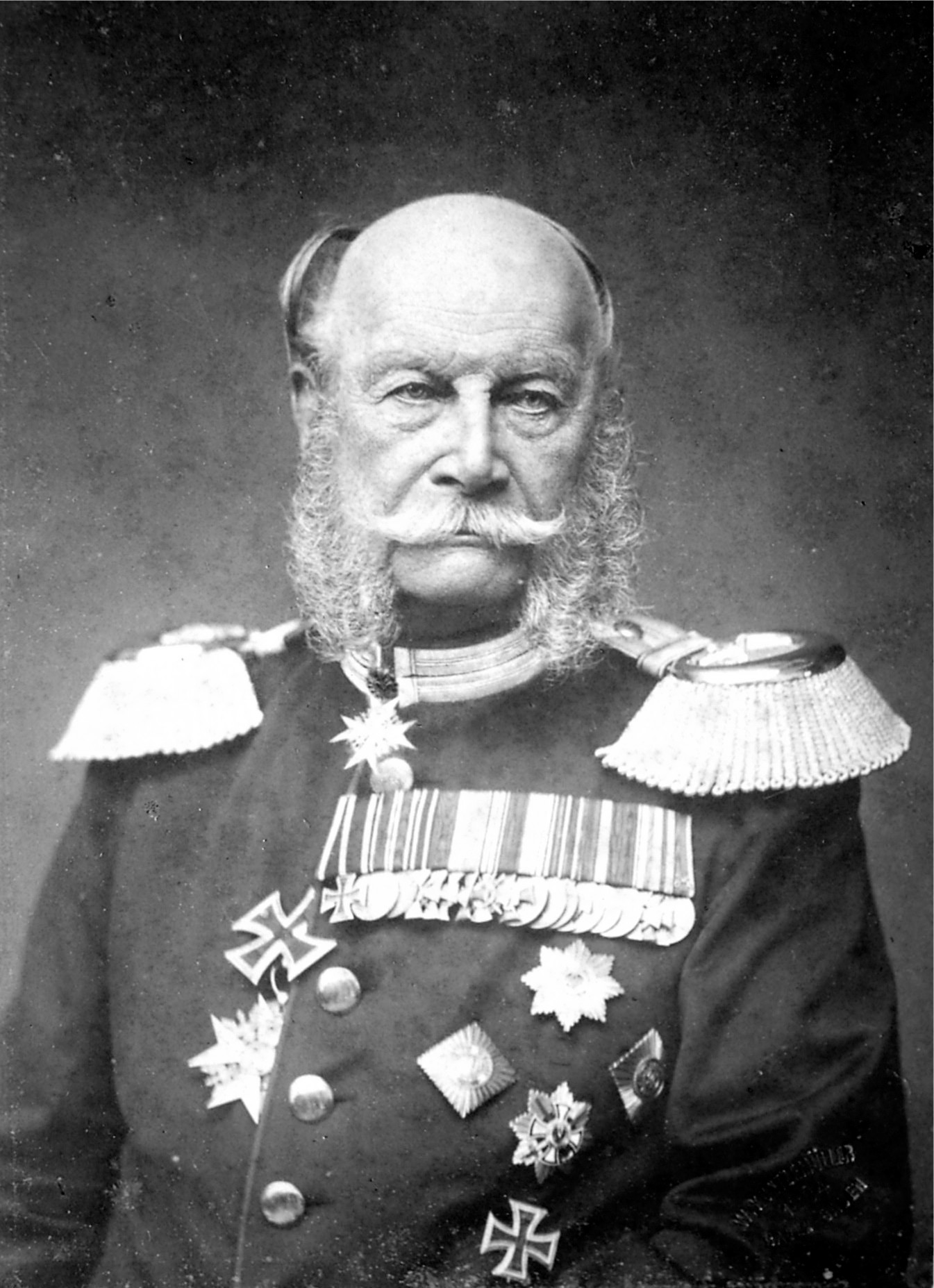
初代ドイツ皇帝兼大元帥ヴィルヘルム1世
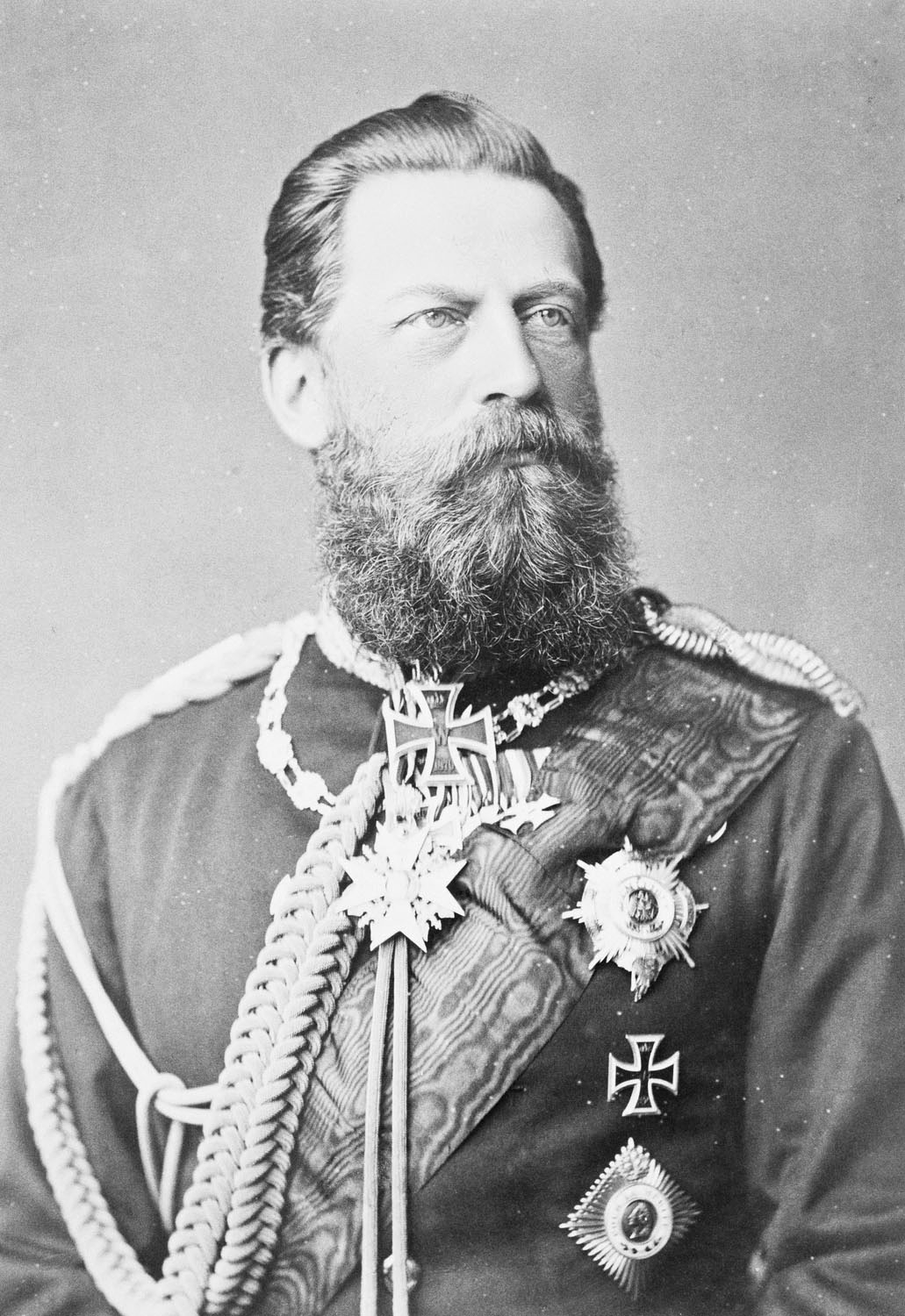
第2代ドイツ皇帝兼大元帥フリードリヒ3世
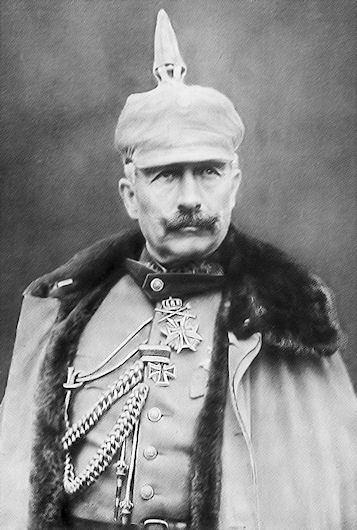
第3代ドイツ皇帝兼大元帥ヴィルヘルム2世

ナポレオン戦争でプロイセンが敗北したことを受け、プロイセン軍の指揮は改革された。（軍政改革）プロイセン陸軍は、軍事的専門職を支配した貴族出身者に武術を依存するのではなく、リーダーシップ、組織、計画の卓越性を確保するために実力を重視するよう変更した。軍事的卓越性を制度化しようとした参謀制度が主な結果であった。それは、より低いレベルで軍の才能を特定し、軍の上級計画機関である大将軍に至るまで、師団、軍団、およびより高いスタッフに関する学術訓練と実践的経験を通じてそれを徹底的に育成しようとした。ドイツ統一戦争およびドイツ統一に大きく貢献したプロイセン参謀本部はドイツ帝国陸軍の主要な軍事機関となり、後の第一次世界大戦時には国政の重要機関ともなった。

### 外交政策決定における軍事的役割
帝国内では、外交関係は帝国宰相と帝国外務大臣の管轄であった。軍部の外交面の役割としては軍事同盟や戦争問題となったときに外交政策を作成することであった。第一次世界大戦中、参謀本部はますます強力になり、陸軍大臣の権限を超え、外交にも介入するようになった。
1871年から1890年に帝国宰相を務めたオットー・フォン・ビスマルクは外交政策への軍部の軍事干渉に悩まされていた。例えば1887年に、彼らは皇帝ヴィルヘルム2世にロシアとの戦争を宣言するよう説得しようとした。また彼らはオーストリアがロシアを攻撃することを奨励した。ビスマルクは軍隊を統率することはなかったが、彼は激しく不平的な発言を続けたが軍部もまたビスマルクを批判し続けた。1905年、モロッコを巡ってドイツとフランスが衝突したモロッコ事件は国際政治を騒がせて、参謀総長アルフレート・フォン・シュリーフェンはフランスに対する戦争を呼びかけた。1914年7月の第一次世界大戦の勃発で、参謀長の小モルトケは、皇帝や首相に告げずに、オーストリアにロシアに対してすぐに動員するように忠告した。大戦中、パウル・フォン・ヒンデンブルク元帥は皇帝と直接協力し、ますます外交政策を打ち出した。歴史家のエドワード・ゴードン・クレイグは、1914年の開戦は「兵士によってなされたものであり、彼らを作る際に、彼らは政治的配慮をほぼ完全に無視した」と述べている。

### 歴代参謀本部総長 (1871年 - 1919年)
- ヘルムート・カール・ベルンハルト・フォン・モルトケ 1857年10月7日  - 1888年8月10日
- アルフレート・フォン・ヴァルダーゼー 1888年8月10日  - 1891年2月7日
- アルフレート・フォン・シュリーフェン 1891年2月7日  - 1906年1月1日
- ヘルムート・ヨハン・ルートヴィヒ・フォン・モルトケ 1906年1月1日  - 1914年9月14日
- エーリッヒ・フォン・ファルケンハイン 1914年9月14日 - 1916年8月29日
- パウル・フォン・ヒンデンブルク 1916年8月29日  - 1919年7月3日
- ヴィルヘルム・グレーナー 1919年7月3日  - 1919年7月7日
- ハンス・フォン・ゼークト 1919年7月7日  - 1919年7月15日

## 構造
ドイツ皇帝は軍の大元帥として統帥権保有者であったが、帝国陸軍は非常に複雑な組織構造であった。帝国陸軍の基本的な平時の組織構造は、陸軍検査官（Armee-Inspektion）、軍団（Armeekorps）、師団、連隊であった。戦時中、陸軍の検査官は、軍団と部下の部隊を管理する軍の指揮官を結成していた。第一次世界大戦中に、より高いコマンドレベルである軍集団（Heeresgruppe）が作成された。各軍集団は、いくつかの野戦軍を支配していた。

### 陸軍管区
帝国本土はいくつかの陸軍地区に分けられ、それぞれの地区は4つの軍団を持ち、1871年には帝国内に5つの地区ができ、1907年から1914年の間にはさらに3つの地区が作られた。
- 第1陸軍管区（ドイツ語版） : ダンツィヒに本部を置く。1914年8月2日に第8軍となる。
- 第2陸軍管区（ドイツ語版） : ベルリンに本部を置く。1914年8月2日に第3軍となる。
- 第3陸軍管区（ドイツ語版） : ハノーファーに本部を置く。1914年8月2日に第6軍となる。
- 第5陸軍管区（ドイツ語版） : カールスルーエに本部を置く。1914年8月2日に第7軍となる。
- 第6陸軍管区（ドイツ語版） : シュトゥットガルトに本部を置く。1914年8月2日に第4軍となる。
- 第7陸軍管区（ドイツ語版） : ベルリンに本部を置く。1914年8月2日に第5軍となる。
- 第8陸軍管区（ドイツ語版） : ザールブリュッケンに本部を置く。1914年8月2日に第1軍となる。

## 学校
- プロイセン陸軍大学校
- プロイセン陸軍士官学校
- 陸軍幼年学校